# Pat McCrory
Patrick Lloyd McCrory, dit Pat McCrory, né le 17 octobre 1956 à Columbus (Ohio), est un homme politique et homme d'affaires américain. Membre du Parti républicain, il est gouverneur de Caroline du Nord du 5 janvier 2013 au 31 décembre 2016.

## Biographie

### Études et carrière privée
Pat McCrory grandit dans la région de Greensboro et obtient une licence d'enseignement au Catawba College (en) de Salisbury en 1978. Il travaille au sein de l'entreprise Duke Energy avant de se lancer en politique.

### Maire de Charlotte

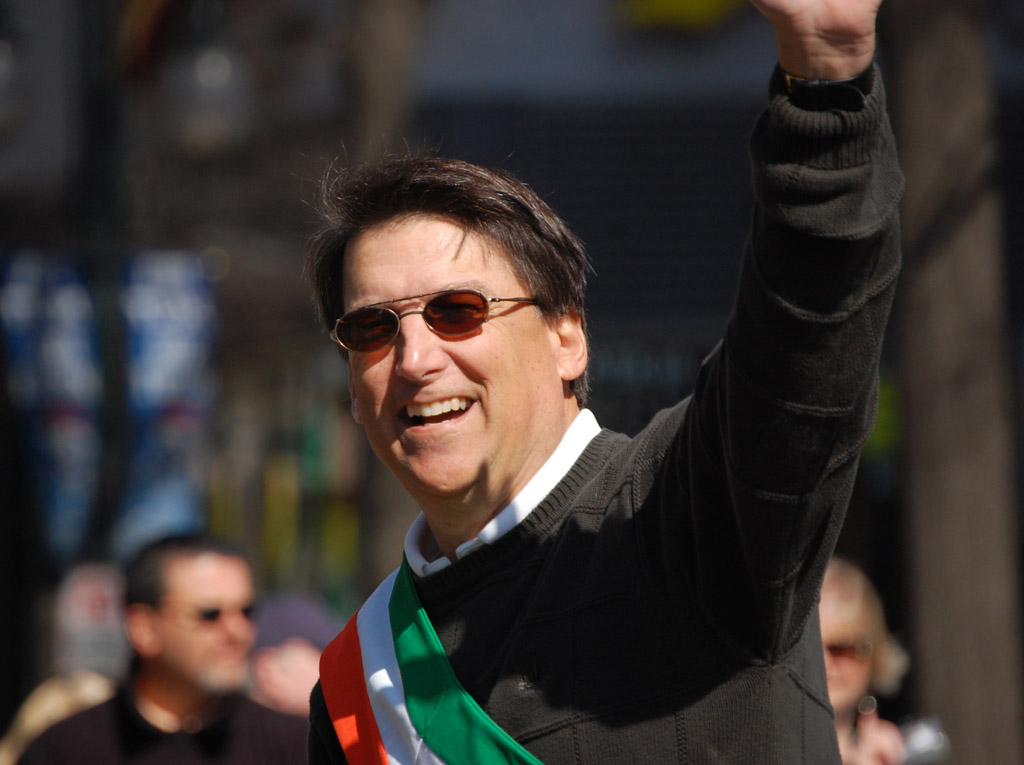
Pat McCrory en tant que maire de Charlotte, en 2007.

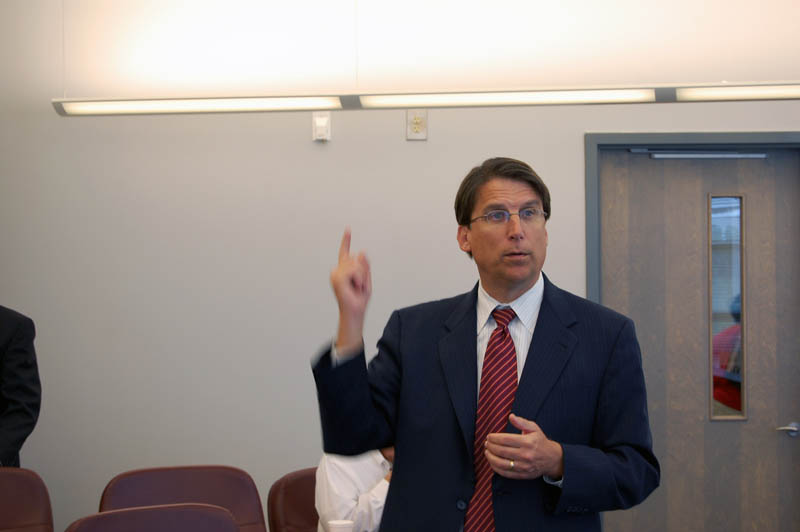
Pat McCrory en campagne pour le gouvernorat de Caroline du Nord, en mai 2008.

Il est élu conseiller municipal at-large de 1989 à 1995, puis maire de la plus grande ville de Caroline du Nord, Charlotte, de 1995 à 2009.
Membre du conseil consultatif sur la sécurité nationale (Homeland Security Advisory Council) au sein du Bureau exécutif du président des États-Unis de 2002 à 2006 après sa nomination par George W. Bush, il est candidat à l'élection au poste de gouverneur de Caroline du Nord en 2008, mais battu par la lieutenante-gouverneure sortante Beverly Perdue, candidate du Parti démocrate, obtenant 46,8 % des voix conte 50,2 %.

### Gouverneur de Caroline du Nord
Il est de nouveau candidat à l'élection gouvernorale du 6 novembre 2012, qu'il largement remporte cette fois-ci contre le démocrate Walter H. Dalton (en), lieutenant-gouverneur sortant, avec 54,6 % des voix contre 43,2 %. Pat McCrory entre en fonction le 5 janvier 2013 et devient le premier gouverneur républicain de son État depuis 1993. Il doit alors faire face au mouvement de protestation des Moral Mondays.
En 2016, il signe une loi rendant obligatoire l'usage des toilettes dans les bâtiments fédéraux selon son sexe de naissance, allant à l'encontre des revendications de militants transgenres. Cela suscite une polémique nationale, cinq procès sont intentés, la NBA et la NCAA boycottent l'État, tandis qu'un concert de Bruce Springsteen est annulé et que certaines entreprises renoncent à s'implanter en Caroline du Nord. Le manque à gagner à la suite de cette affaire est estimé à 200 millions de dollars pour l'État.
Lors de l'élection gouvernorale du 8 novembre 2016, il est candidat à un second mandat. Le résultat des élections, très serré, fait l'objet d'un long débat et de recomptes de voix, jusqu'à ce qu'il concède sa défaite le 5 décembre, face au démocrate Roy Cooper, alors procureur général d'État, avec 48,8 % des voix contre 49 %. Pour la presse, les deux principales raisons de son échec sont la loi HB2, qui interdit notamment les ordonnances locales protégeant les personnes LGBT de discriminations, ainsi que le projet de péage sur l'Interstate 77.

### Candidature au Sénat des États-Unis
En vue de l'élection au Sénat des États-Unis du 8 novembre 2022, Pat McCrory se présente à la primaire républicaine afin de succéder à Richard Burr, qui ne se représente pas à un quatrième mandat. Il est cependant largement battu, avec 24,6 % des voix, par le représentant fédéral Ted Budd, soutenu par l'ancien président Donald Trump, avec 58,6 % des voix. Il se place cependant devant l'ancien représentant fédéral Mark Walker, à 9,2 % des voix,.